# Простая молитва
«Простая молитва» — молитва, зачастую ошибочно приписываемая Св. Франциску. До сегодняшнего дня её автор остается неизвестным.
Первую публикацию эта молитва получила в 1912 году в церковном журнале «La Clochette» во Франции. Анонимный текст был на французском языке. На итальянском же языке текст был опубликован первый раз в официальной газете Ватикана «L’Osservatore Romano» в 1916 году.
Позже в 1918 году брат Étienne Benoît (OFMcap) печатает молитву на обратной стороне открытки с изображением Святого Франциска. Спустя почти десять лет, в 1927 году в одной протестантской публикации Св. Франциск будет назван автором молитвы.

## "Belle prière à faire pendant la Messe"(на французском языке)
Seigneur, faites de moi un instrument de votre paix.
Là où il y a de la haine, que je mette l’amour.
Là où il y a l’offense, que je mette le pardon.
Là où il y a la discorde, que je mette l’union.
Là où il y a l’erreur, que je mette la vérité.
Là où il y a le doute, que je mette la foi.
Là où il y a le désespoir, que je mette l’espérance.
Là où il y a les ténèbres, que je mette votre lumière.
Là où il y a la tristesse, que je mette la joie.
Ô Maître, que je ne cherche pas tant à être consolé qu’à consoler, à être compris qu’à comprendre, à être aimé qu’à aimer, car c’est en donnant qu’on reçoit, c’est en s’oubliant qu’on trouve, c’est en pardonnant qu’on est pardonné, c’est en mourant qu’on ressuscite à l’éternelle vie.

## "Preghiera semplice"(на итальянском языке)
O Signore, fa di me uno strumento della tua Pace:
Dove è odio, fa ch’io porti l’Amore.
Dove è offesa, ch’io porti il Perdono.
Dove è discordia, ch’io porti l’Unione.
Dove è dubbio, ch’io porti la Fede.
Dove è errore, ch’io porti la Verità.
Dove è disperazione, ch’io porti la Speranza.
Dove è tristezza, ch’io porti la Gioia.
Dove sono le tenebre, ch’io porti la Luce.
O Maestro, fa ch’io non cerchi tanto:
Essere consolato, quanto consolare.
Essere compreso, quanto comprendere.
Essere amato, quanto amare.
Poiché sì è:
Dando, che si riceve;
Perdonando che si è perdonati;
Morendo, che si risuscita a Vita Eterna.

МОЛИТВА О МИРЕ
Господи, сделай меня орудием Твоего Мира:
чтобы туда, где ненависть, я вносил любовь;
туда, где оскорбление, я вносил прощение;
туда, где разлад, я вносил единение;
туда, где заблуждение, я вносил истину;
туда, где сомнение, я вносил веру;
туда, где отчаяние, я вносил надежду;
туда, где тьма, я вносил Твой свет;
туда, где печаль, я вносил радость.
О Владыка, дай мне искать не столько того, чтобы меня утешали,
сколько того, чтобы я утешал;
не столько того, чтобы меня понимали,
сколько того, чтобы я понимал;
не столько того, чтобы меня любили,
сколько того, чтобы я любил.
Ибо отдавая, мы получаем;
забывая о себе – находим;
прощая – обретаем прощение;
умирая – воскресаем к жизни вечной